# Джилз, Билли
Уильям Александр Эллис Джилз (англ. William Alexander Ellis Giles), также известный как Билли Джилз (англ. Billy Giles; 3 сентября 1957, Белфаст — 25 сентября 1998, там же) — боевик Ольстерских добровольческих сил, отсидевший 14 лет в тюрьме Мэйз за умышленное убийство, после освобождения занявшийся политикой и вскоре совершивший суицид.

## Ранние годы
Уильям Александр Эллис Джилз родился 3 сентября 1957 года в Белфасте. Детство провёл на Айленд-Стрит, в восточном районе Белфаста. Его отец Сэм работал в судостроительной компании Harland and Wolff, мать Лили была домохозяйкой. Билли был первым из шести детей в семье. Джилзы были глубоко верующими протестантами, и Англиканская церковь играла большую роль в их жизни: неоднократно Уильям Джилз посещал службы известного священника и будущего политика Иана Пейсли, и именно они серьёзно повлияли на убеждения и мировоззрение юноши. Сэм Джилз служил в Британской армии, был членом Оранжевого ордена, Королевской чёрной общины и братства Учеников ремесленников Дерри. Братья Билли также служили в армии.

## Конфликт в Северной Ирландии
21 июля 1972 Билли Джилз стал одним из свидетелей серии терактов, известной под названием «Кровавая пятница»: в Белфасте прогремело 26 взрывов одновременно, в результате которых погибло 9 человек и было ранено 103. Ответственность на себя взяло «временное» крыло Ирландской республиканской армии. Билли неоднократно приходил на похороны многих своих друзей. Желая отомстить, в 1975 году после своего совершеннолетия он вступил в Ольстерские добровольческие силы, где стал обучаться владению огнестрельным оружием и взрывчаткой у бывших военных. После начала голодовки ирландских политзаключённых в 1981 году Джилз несколько дистанцировался от ольстерских лоялистов, но после смерти 10 заключённых решил продолжить свою политическую и военную деятельность, опасаясь, что ИРА выместит свою злость на протестантах после смерти 10 своих соратников, и вернулся в Ольстерские добровольческие силы.

### Убийство католика
19 ноября 1982 в Ньютаунардсе Билли Джилз убил католика Майкла Фэя, выстрелив ему в затылок, после чего спрятал тело в багажнике автомобиля. Фэй был старым другом Джилза и его коллегой по работе. Мотивом для убийства стала гибель двумя месяцами ранее учительницы Карен Маккьюн, преподававшей в воскресной протестантской школе и погибшей от рук Ирландской национальной освободительной армии. Джилз был арестован Королевской полицией Ольстера и отправлен в участок в Каслри, где на допросе сознался в убийстве. Его приговорили к пожизненному лишению свободы, наказание он отбывал в тюрьме Мэйз.

### В тюрьме
Джилз сидел в H-блоке, тратя своё время на изучение академических дисциплин и сдачу экзаменов GCSE: он заочно окончил Открытый университет по специальности «социальные науки». Также он написал пьесу «Мальчик и девочка» (англ. Boy Girl), в которой рассказывалось о его детстве на Айленд-Стрит. Пьесу поставили в Белфасте, среди зрителей были и родители Билли. Очень немногие знали о том, что автором пьесы является ольстерский лоялист, сидящий в тюрьме. В течение 7 лет Джилз привык к жизни в тюрьме и дал множество интервью известному журналисту Питеру Тейлору. В одном из интервью Джилз сознался, что после убийства Майкла Фэя больше не чувствует себя полноценным человеком. С его же слов, дважды Джилз спасал жизнь охранников тюрьмы: в первом случае он якобы остановил сокамерника, который чуть не перерезал глотку охраннику; второй раз в марте 1995 года он сумел предотвратить потасовку и пропустить тюремный персонал.

## Политическая карьера
4 июля 1997 Джилз был освобождён спустя 14 лет после своего заключения. Он начал работу в единственной левой силе юнионистов — Прогрессивной юнионистской партии, помогая освобождённым ольстерским лоялистам вернуться в общество. 10 апреля 1998 он присутствовал на подписании Белфастского соглашения в составе делегации партии. Тогда же он сказал Питеру Тейлору, что уже более оптимистично настроен в отношении как будущего страны, так и своей жизни.

## Смерть и память
Билли Джилз впал в депрессию после освобождения, поскольку попросту не мог найти работу. В ночь с 24 на 25 сентября 1998 года он покончил с собой, повесившись в своей комнате. Перед смертью он написал 4-страничное письмо, в котором назвал себя «жертвой британской Смуты», а письмо закончил словами: «Умоляю, пусть следующее поколение сможет жить нормальной жизнью» (англ. Please let the next generation live normal lives). За три недели до смерти Джилзу исполнился 41 год. Питер Тейлор встретился с семьёй Джилза накануне похорон в Восточном Белфасте. С его слов, Джилз лежал в своём лучшем костюме в гробу, а на его одежде была кокарда Ольстерских добровольческих сил с девизом «За Бога и Ольстер».
Письмо Джилза и его последние строки зачитал вице-президент Альянса за Северную Ирландию Колм Кавана 3 марта 2006 в Департаменте образования Северной Ирландии. Один из сослуживцев Джилза, Билли Митчелл, уверял всех, что Джилза довела до суицида психологическая травма во время его работы в ЮАР, хотя Тейлор утверждает, что Джилза до конца своих дней грызла совесть за его участие в терроре против католиков.
Память Джилза увековечена в песне Ольстерских добровольческих сил «Battalion of the Dead» (англ. Батальон мертвецов).